# نخست‌وزیر اسپانیا
نخست‌وزیر اسپانیا با عنوان رسمی رئیس دولت اسپانیا (به اسپانیایی: Presidente del Gobierno de España) رئیس دولت در پادشاهی اسپانیا است. این پست در شکل فعلی پس از به اجرا درآمدن قانون اساسی ۱۹۷۸ اسپانیا ایجاد شد.